# Orphula vitripenne
Orphula vitripenne är en insektsart som först beskrevs av Bruner, L. 1904.  Orphula vitripenne ingår i släktet Orphula och familjen gräshoppor. Inga underarter finns listade i Catalogue of Life.